# Boule bretonne des Côtes-d'Armor
La boule bretonne des Côtes-d'Armor est une variante locale de la boule bretonne (pratiquée sous ce nom dans le Morbihan).
Elle est inscrite à l'Inventaire du patrimoine culturel immatériel en France. 

## Historique
Les premières traces de la pratique des boules bretonnes dans les Côtes-d'Armor remontent au XIXe siècle, mais on peut penser que son arrivée s’est faite avant. L’évolution historique nous montre que jusqu’à la Seconde Guerre mondiale, on utilisait des boules en bois exotique clouées pour les protéger. Par la suite, on commença à jouer avec des boules synthétiques.

## Règles du jeu

### Le terrain et les boules
Aujourd’hui, on joue de moins en moins dans les cafés, plutôt dans des boulodromes couverts qui permettent de jouer l’hiver. Le terrain n’a pas de dimensions vraiment définies, il doit faire entre 15,60 mètres et 18 mètres de long, pour un minimum de 3 mètres de large.
Il en va de même pour les boules, dont le diamètre varie entre 9,2 et 9,8 centimètres, pour un poids se situant entre 660 grammes et 1 kilo. Elles ne sont plus composées en bois comme autrefois, mais dans une matière synthétique.
Enfin, le petit (ou maître) est quant à lui en métal, avec un diamètre oscillant entre 3 et 4 centimètres. Il ne peut pas être lancé n’importe où sur le terrain. En effet, il doit se situer à 13,50 mètres ou plus du début du terrain, mais sans aller au-delà de 1,50 mètre avant l’extrémité opposée de celui-ci. Il doit également se situer à plus de 50 centimètres des bords du terrain.

### But du jeu et règles
Le but des boules bretonnes des Côtes-d'Armor est de rapprocher ses boules le plus près possible du petit. Ce jeu peut se pratiquer en individuel (un contre un, penn-ouzh-penn en breton), en doublette, triplette ou quadrette. Le nombre de boules varie selon le nombre de joueurs, trois par participant en un contre un, deux boules chacun en équipe. Le lancer des boules s’effectue depuis une ligne, le pal. Au moment d’effectuer son lancer, le joueur doit avoir un pied dans le pal. 
Il existe deux façons de lancer la boule : soit en « pointant », afin de la placer le plus près possible du petit , soit en « tirant », pour chasser une boule adverse.
L’équipe qui a gagné la mène est chargée de lancer le petit pour la mène suivante. C’est également elle qui commence en lançant une boule. Une même équipe joue, jusqu’à ce qu’elle prenne l’avantage, puis c’est à l’autre de jouer. Les bords du terrain peuvent être utilisés pour faire rebondir les boules. La mène se termine quand toutes les boules de chaque équipe ont été jouées. Les boules les plus proches du petit valent un point. La première équipe qui arrive à 12 point a gagné la partie.